# Halictus parallelus
Halictus parallelus là một loài Hymenoptera trong họ Halictidae. Loài này được Say mô tả khoa học năm 1837.